# Heterotaxis superflua
Heterotaxis superflua là một loài thực vật có hoa trong họ Lan. Loài này được (Rchb.f.) F.Barros mô tả khoa học đầu tiên năm 2002.

## Hình ảnh

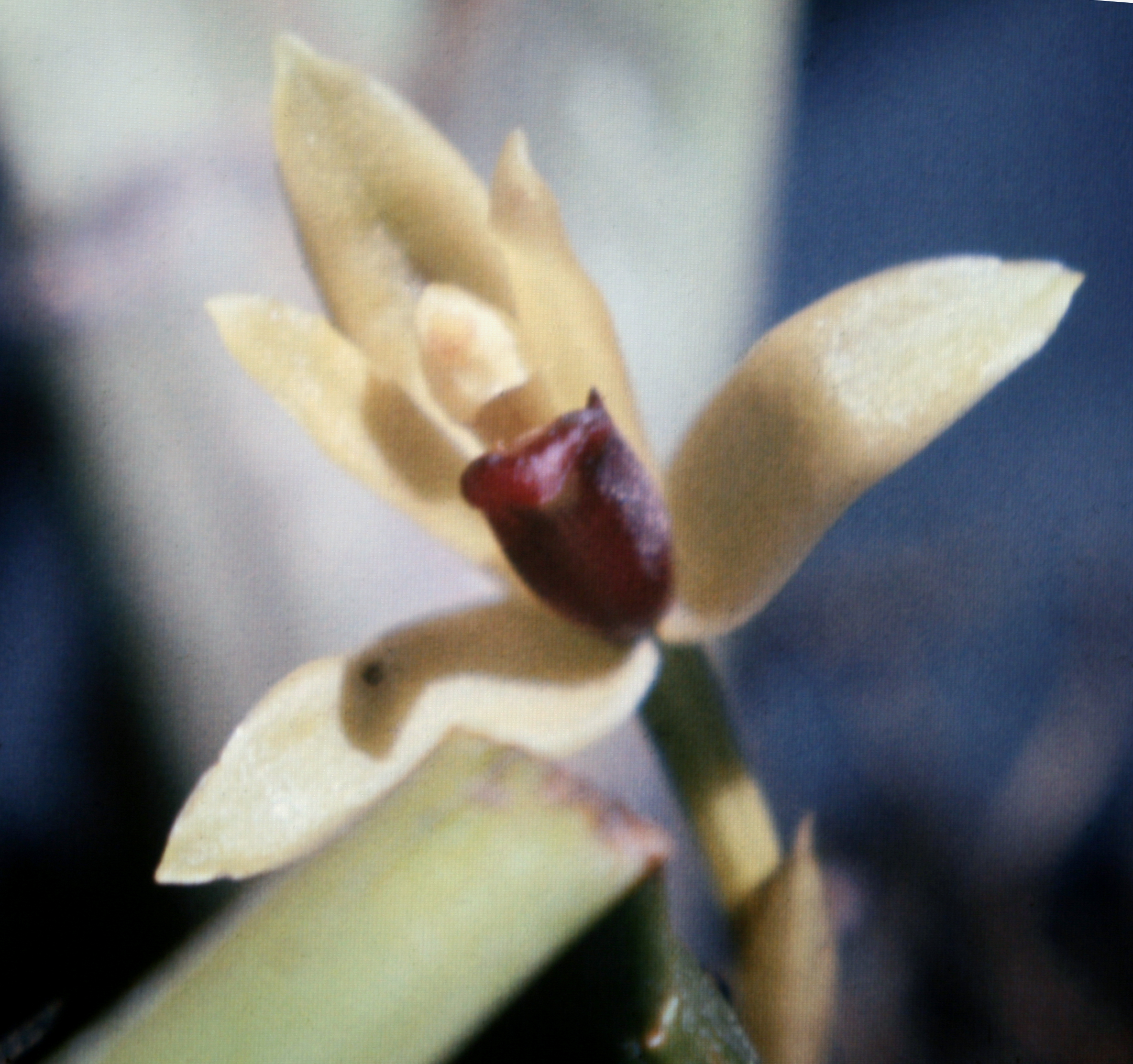
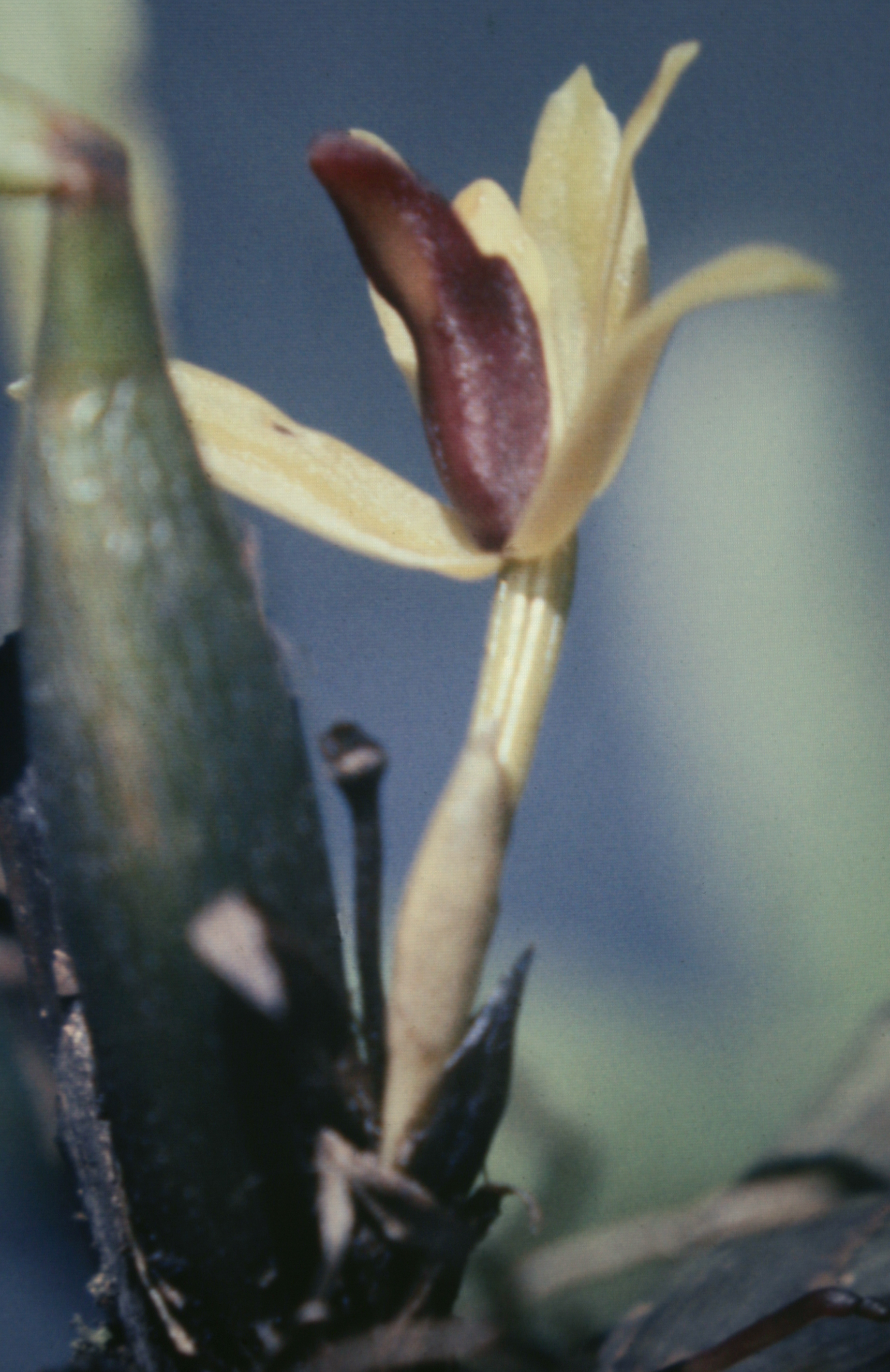
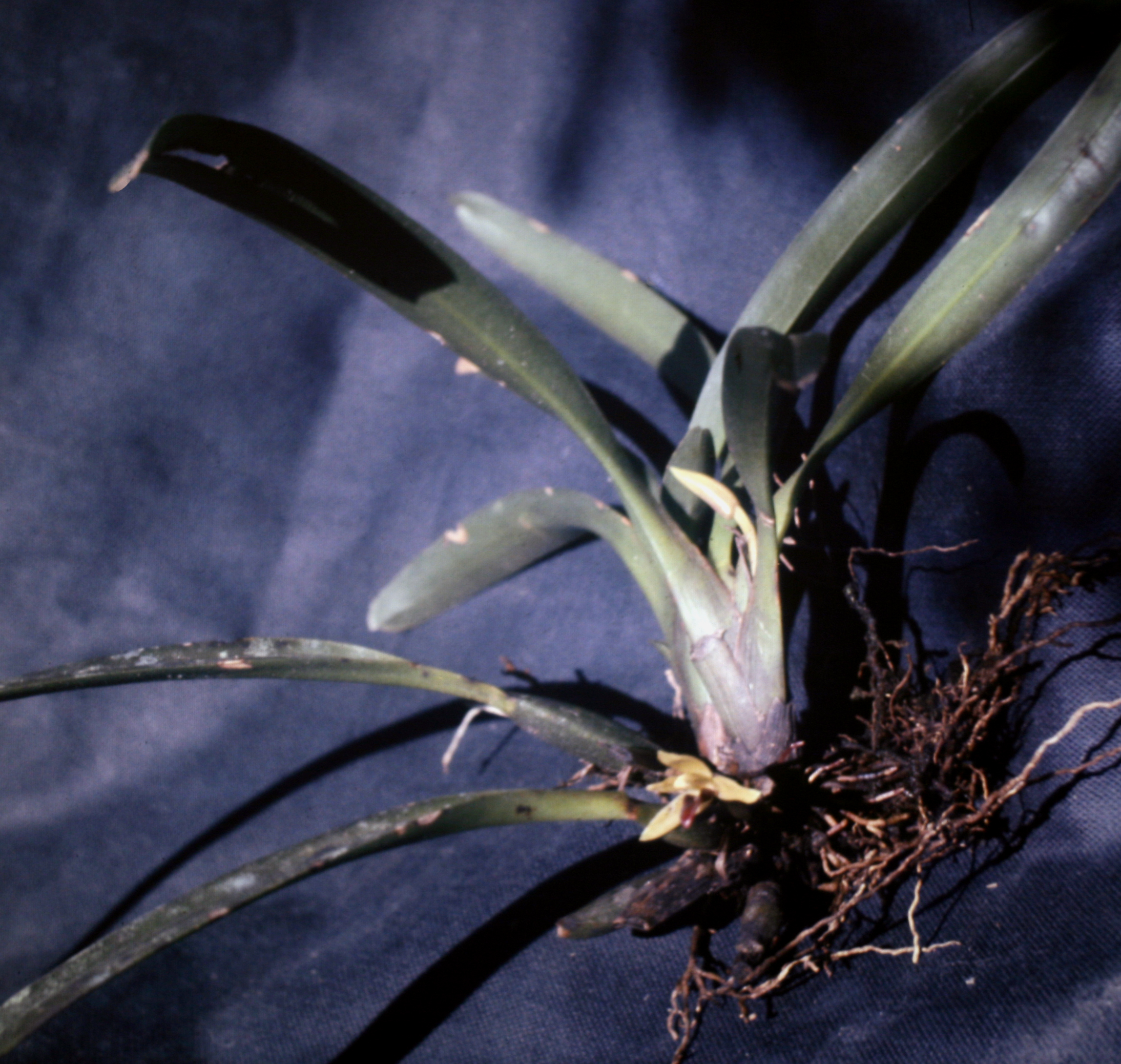